# Grupo de Expertos Solynieve
Grupo de Expertos Solynieve (también conocido como La Cultural Solynieve) es un grupo de música, proyecto en paralelo del líder de Los Planetas, Jota con Manuel Ferrón (compositor de letras de canciones de Los Planetas como la La playa o Corrientes circulares en el tiempo). Completan la formación el guitarrista Víctor Lapido (ex 091 y actualmente en Lagartija Nick y en solitario como El Hijo Ingobernable), el batería Antonio Lomas y el bajista Miguel López (Los Planetas).
Las primeras maquetas del grupo se editaron bajo el nombre de Montero Castillo y Aguirre Suárez, dos futbolistas (el uruguayo Julio Montero Castillo y el argentino Ramón Alberto Aguirre Suárez) que formaron parte del Granada Club de Fútbol cuando este participaba en la primera división de la Liga española de fútbol a principios de la década de los 70.

## Formación
- Jota / Juan Rodríguez/ Aguirre Suárez: guitarra eléctrica, guitarra acústica, sintetizador, vibraslap, palmas y voz.
- Manuel Ferrón / Montero Castillo: guitarra acústica, guitarra eléctrica, palmas y voz.
- Víctor Lapido: guitarra eléctrica.
- Antonio Lomas: batería.
- Miguel López: bajo y coros.

## Discografía

### Álbumes
- Alegato meridional (El Ejército Rojo / PIAS Spain 2006. Editado en México por Happy-Fi Records. Reeditado en 2016 en vinilo por El Segell del Primavera para celebrar el décimo aniversario de la edición del disco[3])

1. El sur, el mediodía y la libertad (Juan Rodríguez, Manuel Ferrón) 2:40
2. Alegato meridional (Juan Rodríguez, Manuel Ferrón y José Navarro) 3:33
3. La balada de buscando mi destino (Roger McGuinn, adaptado por Juan Rodríguez y Manuel Ferrón. Interpretada originalmente por The Byrds) 2:27
4. Claro y meridiano (Juan Rodríguez, Manuel Ferrón) 3:35
5. Una muerte lenta y dolorosa (Juan Rodríguez) 2:34
6. Par de flamenquines (Billy total) (Juan Rodríguez, Manuel Ferrón) 3:41
7. No me hace falta (Manuel Ferrón) 2:21
8. Sureños (Pive Amador. Interpretada originalmente por Silvio) 2:42
9. Todo lo demás (Manuel Ferrón) 3:30
10. Se ve que hay calidad (Juan Rodríguez, Manuel Ferrón) 3:07
11. Par de flamenquines (Mucho de lo mismo) (Juan Rodríguez, Manuel Ferrón) 2:13
12. Déjame vivir con alegría (Santonja / Van Aerssen. Interpretada originalmente por Vainica Doble) 2:22
13. Una pila de cosas (Juan Rodríguez) 3:25

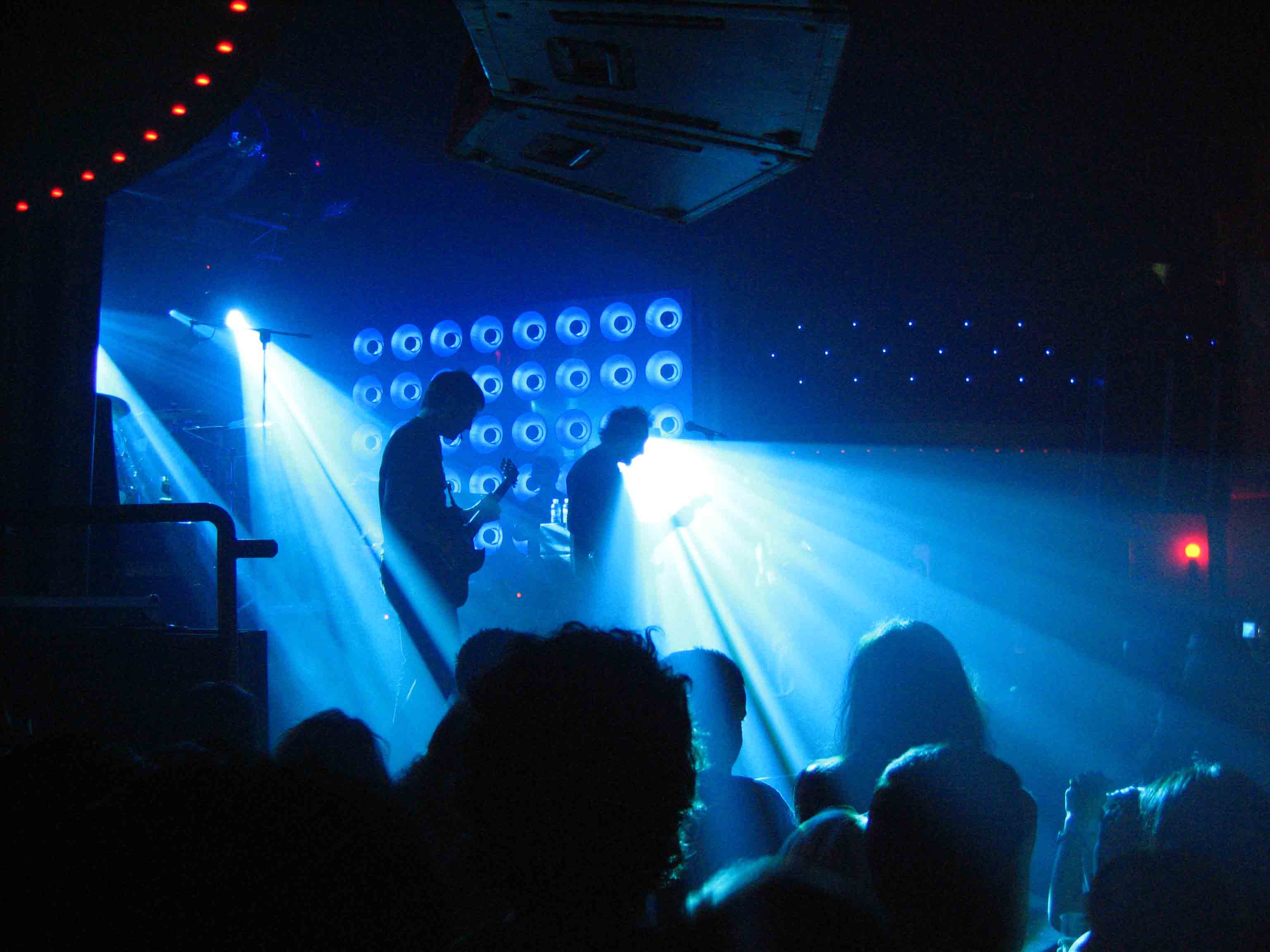
Grupo de Expertos Solynieve en la gira de presentación del disco Alegato Meridional en la sala Apolo, Barcelona, el 20 de abril de 2007

14. Grupo de Expertos Solynieve en la gira de presentación del disco Alegato Meridional en la sala Apolo, Barcelona, el 20 de abril de 2007La próxima vez (Juan Rodríguez, Manuel Ferrón) 2:29

A través del sistema OpenDisc que incluye el CD se puede acceder a la descarga de dos canciones adicionales: Once y Reggae-Buho. 
Producido por El Grupo de Expertos Solynieve y Pablo Sánchez.
Grabado en el Refugio Antiaéreo por Pablo Sánchez, con la colaboración de JASS, Carlos Díaz y Miguel Martín.
Mezclado por Pablo Sánchez en el Refugio Antiaéreo y Producciones Peligrosas (Granada), excepto Alegato Meridional, mezclada por Carlos Díaz en el Refugio Antiaéreo.
Masterizado por Pablo Sánchez en Producciones Peligrosas (Granada).
Ilustrado y diseñado por Daniel d'Ors Vilardebó (inspirado en los diseños de la loza de Fajalauza granadina).
- El eje de la Tierra (El Ejército Rojo,  17 de enero de 2012 (CD y descarga digital), 27 de abril de 2012 (vinilo). Reeditado en 2020 en edición limitada en vinilo color hueso de 180 gramos por Primavera Labels.

1. La nueva Reconquista de Graná (Juan Rodríguez, Manuel Ferrón) 3:58
2. Perros muertos (Manuel Ferrón) 3:08
3. Dime (Juan Rodríguez) 3:50
4. Merienda de negro (Manuel Ferrón) 3:50
5. ¿Por qué no te largas de aquí? (Juan Rodríguez) 2:12
6. Blues chillando en un cubo (compuesta e interpretada originalmente por Kevin Ayers, adaptado por Juan Rodríguez) 4:03
7. De baja (Manuel Ferrón) 3:27
8. Pequeños (Manuel Ferrón) 2:15
9. El evangelio (según Pablo) (Manuel Ferrón) 3:06
10. Tú, misionero de Dios (Juan Rodríguez) 4:53

El eje de la Tierra es el título del segundo álbum del grupo. Según la nota de prensa, "con El eje de la Tierra el Grupo de Expertos Solynieve completa una nueva etapa del itinerario sonoro y sentimental que comenzó en 2006 con su primer LP, Alegato meridional. En este nuevo álbum, los granadinos transforman la velada incitación a la rebelión pacífica que contenía su debut en una inequívoca y robusta proclama contra la resignación en tiempos difíciles".
Montero Castillo: guitarra acústica, guitarra eléctrica y voz. Aguirre Suárez: guitarra eléctrica y voz. Víctor Lapido: guitarra eléctrica. Antonio Lomas: batería y percusiones. Miguel López: bajo. Raúl Bernal: teclados. Producido por Pablo Sánchez y David Sutil. Grabajo por Pablo Sánchez y David Sutil en el Refugio Antiaéreo (Granada). Mezclado y masterizado por Pablo Sánchez y David Sutil en Producciones Peligrosas (Granada). Grabados originales de Édouard Riou. Diseño e ilustraciones de Daniel d'Ors Vilardebó.

### Sencillos/EP
- La Cultural Solynieve interpreta el bonito folklore de Montero Castillo y Aguirre Suárez y otros extraordinarios artistas (como La Cultural Solynieve) (El Ejército Rojo / PIAS Spain 2006)

1. Se ve que hay calidad (Juan Rodríguez, Manuel Ferrón) 3:04
2. 24 horas al día (Juan Rodríguez, Manuel Ferrón) 2:47
3. Personalidad empírica (escrita e interpretada originalmente por Franco Battiato) 3:18

CD single. Producido por La Cultural Solynieve y Pablo Sánchez.
Grabado en el Refugio Antiaéreo por Pablo Sánchez.
Mezclado por Pablo Sánchez en el Refugio Antiaéreo y Producciones Peligrosas (Granada).
Masterizado por Pablo Sánchez en Producciones Peligrosas (Granada).
Ilustrado y diseñado por Daniel d'Ors Vilardebó.
- Antiguo y nuevo ep (El Ejército Rojo / PIAS Spain, 14 de julio de 2008)

1. Con quien yo he sido (Juan Rodríguez) 3:29
2. Viento del nogal (versión de Hickory Wind, escrita e interpretada originalmente por Gram Parsons, adaptación de Juan Rodríguez y Manuel Ferrón) 3:12
3. No vuelvo a quedar contigo (Manuel Ferrón) 2:08
4. La Reina de Inglaterra (Manuel Ferrón, Grupo de Expertos Solynieve) 3:33

Vinilo de 10 pulgadas. Edición limitada a 430 ejemplares. También disponible como CD promocional. Este ep es el primer proyecto musical del Artist Network Program de RVCA en España.
Montero Castillo: guitarra acústica, guitarra eléctrica, palmas y voz. 
Aguirre Suárez: guitarra eléctrica y voz. 
Víctor Lapido: guitarra eléctrica. 
Miguel López: bajo. 
Antonio Lomas: batería.
Pedro Pastor: trombón.
Miguel Ángel Romero: trompeta.
Germán Tejerizo: arreglos de viento.
Producido por Grupo de Expertos Solynieve y Pablo Sánchez.
Grabado en el Refugio Antiaéreo por Pablo Sánchez e Iván Moreno.
Mezclado y masterizado por Cheluis Salmerón en el Refugio Antiaéreo.
Diseñado por Daniel d'Ors Vilardebó. Fotografía de la portada de Holger Niehaus. Fotos interiores de Isabel Cortés.
- Colinas bermejas (El Segell del Primavera, 7 de abril de 2014 (CD y descarga digital) / 21 de abril de 2014 (vinilo)

1. Fandango de la libertad (Popular / Juan Rodríguez) 3:11
2. Ola de calor (Juan Rodríguez) 4:10
3. Año nuevo (Juan Rodríguez) 4:15
4. Sahariana (Manuel Ferrón / Grupo de Expertos Solynieve) 6:09

Mezclado por Guille Mostaza y grabado por David Sutil y Julian Méndez. 
Con la colaboración de:
Raúl Bernal (mellotron y órgano Hammond).
Guille Mostaza (sintetizador Moog).
Víctor McManaman (trombón)
Jimi García (trompeta). 
Ilustración de Fátima Moreno.
- Lucro cesante (El Segell del Primavera, 9 de marzo de 2015 (CD y descarga digital) / 23 de marzo de 2015 (vinilo)

1. Colinas bermejas (Grupo de Expertos Solynieve) 3:17
2. Estoy vivo de milagro (Fandangos de Glasgow) (Juan Rodríguez / popular) 3:47
3. No te olvidaré (Manuel Ferrón) 3:17
4. Sin moscas (Manuel Ferrón) 1:35

Grabado en el Refugio Antiaéreo por Javier Beltrán y grabado por David Sutil. Mezclado en el Refugio Antiaéreo y en Producciones Peligrosas por Javier Beltrán. 
Ilustración de Fátima Moreno.
El contenido de los eps Colinas bermejas y Lucro cesante se recoge en un CD publicado en México por la discográfica Terrícolas Imbéciles en 2015.
- Servicios fonográficos postales #2. Destinatario: Mark Kozelek (Ondas del espacio, 21 de diciembre de 2015, sencillo de siete pulgadas compartido con Pájaro Jack)

1. Grupo de Expertos Solynieve - Curro Romero (versión del tema Glenn Tipton de Sun Kil Moon) 3:41
2. Pájaro Jack - Salvador Sánchez (versión de Sun Kil Moon) 4:08

Diseño de Thani Mara. Edición limitada a 280 envíos elaborados a mano.
- Fiesta de hierba (demo 2006) (Primavera Labels, 20 de mayo de 2021, digital)

1. Fiesta de hierba (demo 2006) 3:09 (adaptación por Juan Rodríguez y Manuel Ferrón del tema Weed Party de Band of Horses).

- Primera necesidad (Primavera Labels, 26 de mayo de 2023 (digital y vinilo)

1. El pleito (Juan Rodríguez) 2:55 (anticipado como sencillo digital el 20 de agosto de 2021)
2. Una grieta (Juan Rodríguez, Manuel Ferrón) 4:26 (anticipado como sencillo digital el 21 de abril de 2022)
3. Lo mejor que podría pasarme (Manuel Ferrón) 2:27 (anticipado como sencillo digital el 20 de abril de 2023)
4. El moribundo (adaptación de Juan Rodríguez y Manuel Ferrón del tema de Jacques Brel Le moribond, incluido originalmente en su disco Marieke (Philips Records, 1961) 4:19

Producido por Grupo de Expertos Solynieve. Grabado en la primavera de 2021 en el Refugio Antiaéreo (Granada) por Javier Beltrán. Mezclado y masterizado por Jaime Beltrán en La resinera estudios (Granada). Diseño de Sergio Bonilla Espinosa.

### Otros
- El grupo participó, junto a otros veinte grupos, en el disco homenaje a Surfin' Bichos, Family Album II (Molusco Discos, 2007), versionando el tema Rifle de repetición (sencillo publicado por Surfin' Bichos en 1991 y editado por Virus - RCA, también incluido en su álbum Fotógrafo del cielo (Virus - RCA, 1991).

- En su gira de 2008 interpretaron en directo (entre otros, en el Murcia Sound MySpace Festival celebrado en junio de 2008) las alegrías Señora de las Alturas (popularizadas por Manuel Vallejo con el título de Como loco desvariaba), versión que repetirán Los Planetas en su álbum de 2010 Una ópera egipcia.

- El 29 de octubre de 2011 participan en el concierto homenaje al bajista de La Buena Vida, Pedro San Martín (Homenaje a Pedro San Martín, PSM Festival), tocando Calles y avenidas (Vidania, Sinnamon, 2006).[6] Esta versión se incluyó en el CD PSM Festival (revista Rockdelux 2012).

### Colaboraciones
- Montero Castillo y Aguirre Suárez colaboran en la canción Tú lo tienes que saber incluida en el CD homónimo de debut de La Estrella de David (El Ejército Rojo / PIAS Spain, 2007).

- En mayo de 2019, Los Planetas, junto a Lori Meyers,  Grupo de Expertos Solynieve, Niño de Elche y Apartamentos Acapulco, publican en plataformas digitales Eterna lucha para celebrar el ascenso del Granada Club de Fútbol a Primera División.[7] El videoclip promocional fue grabado por Javier Aramburu.[8]

- De nuevo como Grupo de Expertos Solynieve graban Así llegué a Granada (versión de That's How I Got to Memphis de Tom T. Hall) con Los Hermanos Cubero, para el álbum de estos últimos Errantes telúricos (El Segell del Primavera Sound, 2021).[9]